# Christopher Vogler
Christopher Vogler é um roteirista de Hollywood. É famoso por ter escrito o "memorando The Writer's Journey: Mythic Structure For Writers" (A Jornada do Escritor: Estrutura Mítica para Roteiristas), como um guia interno para os roteiristas dos estúdios Walt Disney.

## Carreira
Vogler trabalhou para os estúdios Disney, Fox 2000 Pictures, e para a Warner Bros. sempre nos departamentos de desenvolvimento de ideias. Também já foi professor da Escola de Cinema e Televisão da Universidade do Sul da Califórnia, na Divisão de Animação e Artes Digitais, bem como na extensão da UCLA. Atualmente, Vogler é presidente da empresa Storytech.

## Educação
Vogler cursou cinema na Escola de Cinema e Televisão da Universidade do Sul da Califórnia, a mesma faculdade onde estudou George Lucas. Assim como Lucas, Vogler foi inspirado pelo trabalho do antropólogo Joseph Campbell, particularmente "O Herói de Mil Faces" e o conceito do monomito.
Vogler usou o trabalho de Campbell para criar o agora lendário memorando corporativo de sete páginas para roteiristas de Hollywood, "A Practical Guide to The Hero With a Thousand Faces" (Um Guia Prático para o Herói de Mil Faces) . Vogler depois desenvolveu o memorando no livro "The Writer's Journey: Mythic Structure For Writers", publicado no final dos anos 1990.